# 大阪市立三国中学校
大阪市立三国中学校（おおさかしりつ みくにちゅうがっこう）は、大阪府大阪市淀川区にある公立中学校。

## 概要
学制改革と同時の1947年に開校した。地域の人口の増加に伴い、東三国・宮原の2中学校を分離している。
大阪市の北部・三国駅周辺を校区とし、校区は神崎川を挟んで豊中市庄内地区と接している。大阪空港を離着陸する航空機の経路近くにある関係で、校舎には冷房・防音設備が完備されている。

## 沿革
1947年の学制改革に伴い、当時の東淀川区で最初の中学校の一つ、大阪市立東淀川第三中学校として開校した。当初は大阪市立三国小学校内に仮校舎を設置していたが、翌1948年には大阪市立野中小学校と大阪市立北中島小学校の2ヶ所に仮校舎を移転している。
学制改革の際に発足した大阪市立中学校は暫定的に「行政区名＋番号」の仮称で出発したが、番号での校名をやめて地名などを取り入れた校名へと一斉に変更することになった。東淀川第三中学校においても地名である「三国」を取り入れ、1949年に大阪市立三国中学校へ改称している。
1949年7月には現在地に統合移転した。しかし翌1950年にはジェーン台風で被災し、校舎が倒壊した。
1962年には大阪市立東三国中学校を、1982年には大阪市立宮原中学校をそれぞれ分離開校した。
2010年代に入ると、大阪市立宮原小学校において児童数の増加が見込まれるようになったため、小学校の通学区域変更に合わせて、宮原中学校の通学区域であった西宮原2丁目6番33号 - 81号を2012年に三国中学校へ変更した。

### 年表
- 1947年4月1日 - 大阪市立東淀川第三中学校として開校。
- 1949年5月1日 - 大阪市立三国中学校と改称。
- 1949年7月 - 現在地に統合移転。
- 1950年9月3日 - ジェーン台風で校舎倒壊。
- 1961年4月 - 分校を設置。
- 1962年4月 - 分校が大阪市立東三国中学校として独立開校。
- 1976年7月 - 全館冷暖開始。
- 1982年4月 - 大阪市立宮原中学校を分離。
- 1992年10月 - パソコン教室竣工。
- 1998年 - 文部省より、武道指導の研究校に指定される（2000年度までの3年間）。
- 2005年4月1日 - 2学期制を導入。
- 2012年4月1日 - 西宮原2丁目の一部の通学区域を宮原中学校から三国中学校に変更。
- 2013年4月1日 - 3学期制に戻す。
- 2023年9月1日 - 新校舎完成。これに伴い一部校地の売却予定

## 通学区域
- 大阪市立三国小学校、大阪市立西三国小学校、大阪市立新高小学校の通学区域。

大阪市淀川区 西三国1丁目-4丁目、十八条2丁目-3丁目、新高1丁目-6丁目、三国本町2丁目-3丁目および西宮原2丁目-3丁目のそれぞれ一部。

## 出身者
- 川条志嘉（衆議院議員）
- 増田有華（「AKB48」Bチーム、女性アイドルグループ）
- 岡田梨紗子（「NMB48」元2期研究生、女性アイドルグループ）
- 松田憲幸（システムエンジニア、ソースネクスト創業者・代表取締役会長兼CEO、SOURCENEXT Inc. President CEO、ロゼッタストーン日本法人代表取締役社長、新経済連盟理事、ポケトーク開発者）

## 交通
- 阪急宝塚本線 三国駅 東へ約600m。
- Osaka Metro御堂筋線 東三国駅 西へ約800m。